# BK Havlíčkův Brod
BK Havlíčkův Brod (celým názvem: Bruslařský klub Havlíčkův Brod) je český klub ledního hokeje, který sídlí v Havlíčkově Brodě v Kraji Vysočina. Založen byl v roce 1928. Svůj současný název nese od roku 2015. Hokej má i tak v Havlíčkově Brodě dlouholetou tradici, s hokejem se zde začínalo už kolem roku 1909 na místním rybníku Hastrman. Jediná účast v nejvyšší soutěži se datuje do sezóny 1947/48, kdy klub ve skupině B obsadil poslední šesté místo. Od sezóny 2015/16 působí ve 2. lize, třetí české nejvyšší soutěži ledního hokeje. Klubové barvy jsou červená a bílá.
Své domácí zápasy odehrává na zimním stadionu Kotlina s kapacitou 4 000 diváků.

## Historické názvy
Zdroj:
- 1928 – BK Německý Brod (Bruslařský klub Německý Brod)
- 1945 – BK Havlíčkův Brod (Bruslařský klub Havlíčkův Brod)
- 1948 – Sokol PZ Havlíčkův Brod (Sokol Pletařské závody Havlíčkův Brod)
- 1953 – Jiskra Havlíčkův Brod
- 1990 – BK Havlíčkův Brod (Bruslařský klub Havlíčkův Brod)
- 1998 – HC Rebel Havlíčkův Brod (Hockey Club Rebel Havlíčkův Brod)
- 2015 – BK Havlíčkův Brod (Bruslařský klub Havlíčkův Brod)[4][5]

## Slavní hráči
- Václav Chytráček
- Jaroslav Holík
- Jiří Holík
- Josef Augusta
- Jan Suchý
- Josef Vašíček
- Radek Martínek
- Vítek Vaněček
- Dominik Kubalík

## Přehled ligové účasti
Stručný přehled
Zdroj:
- 1946–1947: Východočeská divize – sk. A (2. ligová úroveň v Československu)
- 1947–1948: 1. liga (1. ligová úroveň v Československu)
- 1948–1949: Východočeská divize – sk. A (2. ligová úroveň v Československu)
- 1949–1950: Oblastní soutěž – sk. B1 (2. ligová úroveň v Československu)
- 1950–1951: Oblastní soutěž – sk. F (2. ligová úroveň v Československu)
- 1953–1954: Celostátní soutěž – sk. C (2. ligová úroveň v Československu)
- 1954–1955: Celostátní soutěž – sk. D (2. ligová úroveň v Československu)
- 1955–1956: Celostátní soutěž – sk. B (2. ligová úroveň v Československu)
- 1956–1957: 2. liga – sk. B (2. ligová úroveň v Československu)
- 1957–1963: 2. liga – sk. A (2. ligová úroveň v Československu)
- 1963–1967: 2. liga – sk. B (2. ligová úroveň v Československu)
- 1967–1969: Východočeský krajský přebor (3. ligová úroveň v Československu)
- 1969–1973: 1. ČNHL – sk. A (2. ligová úroveň v Československu)
- 1973–1979: 2. ČNHL – sk. B (3. ligová úroveň v Československu)
- 1979–1983: Východočeský krajský přebor (3. ligová úroveň v Československu)
- 1983–1991: Východočeský krajský přebor (4. ligová úroveň v Československu)
- 1991–1993: 2. ČNHL – sk. C (3. ligová úroveň v Československu)
- 1993–1999: 1. liga (2. ligová úroveň v České republice)
- 1999–2001: 2. liga – sk. Západ (3. ligová úroveň v České republice)
- 2001–2006: 2. liga – sk. Střed (3. ligová úroveň v České republice)
- 2006–2007: 1. liga (2. ligová úroveň v České republice)
- 2007–2008: 1. liga – sk. Západ (2. ligová úroveň v České republice)
- 2008–2015: 1. liga (2. ligová úroveň v České republice)
- 2015–2016: 2. liga – sk. Západ (3. ligová úroveň v České republice)
- 2016–2018: 2. liga – sk. Střed (3. ligová úroveň v České republice)
- 2018–2019: 2. liga – sk. Jih (3. ligová úroveň v České republice)
- 2019– : 2. liga – sk. Východ (3. ligová úroveň v České republice)

Jednotlivé ročníky
Zdroj:
Legenda: ZČ - základní část, červené podbarvení - sestup, zelené podbarvení - postup, fialové podbarvení - reorganizace, změna skupiny či soutěže
| Československo (1946 – 1993) |                             |           |           |                                                                 |                       |
| Sezóny                       | Soutěž                      | Úroveň    | ZČ        | Play-off, nadstavba, sk. o udržení...                           | Poznámky              |
| 1946/47                      | Východočeská divize – sk. A | 2. úroveň | 1. místo  |                                                                 | Baráž                 |
| 1947/48                      | 1. liga – sk. B             | 1. úroveň | 6. místo  |                                                                 | Sestup                |
| 1948/49                      | Východočeská divize – sk. A | 2. úroveň | 2. místo  |                                                                 | Reorganizace          |
| 1949/50                      | Oblastní soutěž – sk. B1    | 2. úroveň | 3. místo  |                                                                 | Změna skupiny         |
| 1950/51                      | Oblastní soutěž – sk. F     | 2. úroveň | 3. místo  |                                                                 | Reorganizace          |
| ...                          |                             |           |           |                                                                 |                       |
| 1953/54                      | Celostátní soutěž – sk. C   | 2. úroveň | 2. místo  |                                                                 | Změna skupiny         |
| 1954/55                      | Celostátní soutěž – sk. D   | 2. úroveň | 1. místo  | Finálová skupina (4. místo)                                     | Změna skupiny         |
| 1955/56                      | Celostátní soutěž – sk. B   | 2. úroveň | 3. místo  |                                                                 | Reorganizace          |
| 1956/57                      | 2. liga – sk. B             | 2. úroveň | 3. místo  |                                                                 | Změna skupiny         |
| 1957/58                      | 2. liga – sk. A             | 2. úroveň | 7. místo  |                                                                 |                       |
| 1958/59                      | 2. liga – sk. A             | 2. úroveň | 7. místo  |                                                                 |                       |
| 1959/60                      | 2. liga – sk. A             | 2. úroveň | 7. místo  |                                                                 |                       |
| 1960/61                      | 2. liga – sk. A             | 2. úroveň | 2. místo  |                                                                 |                       |
| 1961/62                      | 2. liga – sk. A             | 2. úroveň | 4. místo  |                                                                 |                       |
| 1962/63                      | 2. liga – sk. A             | 2. úroveň | 3. místo  |                                                                 | Změna skupiny         |
| 1963/64                      | 2. liga – sk. B             | 2. úroveň | 8. místo  |                                                                 |                       |
| 1964/65                      | 2. liga – sk. B             | 2. úroveň | 6. místo  |                                                                 |                       |
| 1965/66                      | 2. liga – sk. B             | 2. úroveň | 7. místo  |                                                                 |                       |
| 1966/67                      | 2. liga – sk. B             | 2. úroveň | 8. místo  |                                                                 | Sestup                |
| 1967/68                      | Východočeský krajský přebor | 3. úroveň | ?. místo  |                                                                 |                       |
| 1968/69                      | Východočeský krajský přebor | 3. úroveň | ?. místo  |                                                                 | Reorganizace          |
| 1969/70                      | 1. ČNHL – sk. A             | 2. úroveň | 9. místo  |                                                                 |                       |
| 1970/71                      | 1. ČNHL – sk. A             | 2. úroveň | 12. místo |                                                                 |                       |
| 1971/72                      | 1. ČNHL – sk. A             | 2. úroveň | 10. místo |                                                                 |                       |
| 1972/73                      | 1. ČNHL – sk. A             | 2. úroveň | 10. místo |                                                                 | Reorganizace          |
| 1973/74                      | 2. ČNHL – sk. B             | 3. úroveň | 2. místo  |                                                                 |                       |
| 1974/75                      | 2. ČNHL – sk. B             | 3. úroveň | 4. místo  |                                                                 |                       |
| 1975/76                      | 2. ČNHL – sk. B             | 3. úroveň | 4. místo  |                                                                 |                       |
| 1976/77                      | 2. ČNHL – sk. B             | 3. úroveň | 4. místo  |                                                                 |                       |
| 1977/78                      | 2. ČNHL – sk. B             | 3. úroveň | 8. místo  |                                                                 |                       |
| 1978/79                      | 2. ČNHL – sk. B             | 3. úroveň | 8. místo  |                                                                 | Reorganizace          |
| 1979/80                      | Východočeský krajský přebor | 3. úroveň | ?. místo  |                                                                 |                       |
| 1980/81                      | Východočeský krajský přebor | 3. úroveň | ?. místo  |                                                                 |                       |
| 1981/82                      | Východočeský krajský přebor | 3. úroveň | ?. místo  |                                                                 |                       |
| 1982/83                      | Východočeský krajský přebor | 3. úroveň | ?. místo  |                                                                 | Reorganizace          |
| 1983/84                      | Východočeský krajský přebor | 4. úroveň | ?. místo  |                                                                 |                       |
| 1984/85                      | Východočeský krajský přebor | 4. úroveň | ?. místo  |                                                                 |                       |
| 1985/86                      | Východočeský krajský přebor | 4. úroveň | ?. místo  |                                                                 |                       |
| 1986/87                      | Východočeský krajský přebor | 4. úroveň | ?. místo  |                                                                 |                       |
| 1987/88                      | Východočeský krajský přebor | 4. úroveň | 2. místo  |                                                                 |                       |
| 1988/89                      | Východočeský krajský přebor | 4. úroveň | ?. místo  |                                                                 |                       |
| 1989/90                      | Východočeský krajský přebor | 4. úroveň | ?. místo  |                                                                 |                       |
| 1990/91                      | Východočeský krajský přebor | 4. úroveň | 1. místo  |                                                                 | Postup                |
| 1991/92                      | 2. ČNHL – sk. C             | 3. úroveň | 1. místo  | Semifinálová skupina B (2. místo)                               |                       |
| 1992/93                      | 2. ČNHL – sk. C             | 3. úroveň | 1. místo  |                                                                 | Baráž                 |
| Česko (1993 – )              |                             |           |           |                                                                 |                       |
| Sezóny                       | Soutěž                      | Úroveň    | ZČ        | Play-off, nadstavba, sk. o udržení...                           | Poznámky              |
| 1993/94                      | 1. liga                     | 2. úroveň | 9. místo  | Čtvrtfinále                                                     |                       |
| 1994/95                      | 1. liga                     | 2. úroveň | 10. místo | Osmifinále                                                      |                       |
| 1995/96                      | 1. liga                     | 2. úroveň | 12. místo | Osmifinále                                                      |                       |
| 1996/97                      | 1. liga                     | 2. úroveň | 7. místo  | Ne                                                              |                       |
| 1997/98                      | 1. liga                     | 2. úroveň | 10. místo | Ne                                                              |                       |
| 1998/99                      | 1. liga                     | 2. úroveň | 14. místo | Ne                                                              | Baráž                 |
| 1999/00                      | 2. liga – sk. Západ         | 3. úroveň | 5. místo  | Čtvrtfinále (prohra 1:2 na zápasy s HK Kralupy nad Vltavou)     |                       |
| 2000/01                      | 2. liga – sk. Západ         | 3. úroveň | 2. místo  | Semifinále (prohra 0:2 na zápasy s SK HC Baník Most)            | Změna skupiny         |
| 2001/02                      | 2. liga – sk. Střed         | 3. úroveň | 8. místo  | Osmifinále (prohra 1:2 na zápasy s HC Klášterec nad Ohří)       |                       |
| 2002/03                      | 2. liga – sk. Střed         | 3. úroveň | 4. místo  | Čtvrtfinále (prohra 0:2 na zápasy s SK HC Baník Most)           |                       |
| 2003/04                      | 2. liga – sk. Střed         | 3. úroveň | 2. místo  | Semifinále (prohra 1:2 na zápasy s SK HC Baník Most)            |                       |
| 2004/05                      | 2. liga – sk. Střed         | 3. úroveň | 2. místo  | Finále (výhra 3:1 na zápas s HC Jablonec nad Nisou)             | Baráž                 |
| 2005/06                      | 2. liga – sk. Střed         | 3. úroveň | 1. místo  | Finále (výhra 3:0 na zápasy s HC Benátky nad Jizerou)           | Baráž                 |
| 2006/07                      | 1. liga                     | 2. úroveň | 11. místo | Ne                                                              | Reorganizace          |
| 2007/08                      | 1. liga – sk. Západ         | 2. úroveň | 6. místo  | Čtvrtfinále (prohra 0:4 na zápasy s BK Mladá Boleslav)          | Reorganizace          |
| 2008/09                      | 1. liga                     | 2. úroveň | 9. místo  | Předkolo (prohra 1:3 na zápasy s HC Olomouc                     |                       |
| 2009/10                      | 1. liga                     | 2. úroveň | 11. místo | Předkolo (prohra 2:3 na zápasy s HC Dukla Jihlava)              |                       |
| 2010/11                      | 1. liga                     | 2. úroveň | 7. místo  | Semifinále (prohra 0:4 na zápasy s HC Slovan Ústečtí Lvi)       |                       |
| 2011/12                      | 1. liga                     | 2. úroveň | 7. místo  | Čtvrtfinále (prohra 1:4 s Piráti Chomutov)                      |                       |
| 2012/13                      | 1. liga                     | 2. úroveň | 8. místo  | Čtvrtfinále (prohra 0:4 na zápasy s BK Mladá Boleslav)          |                       |
| 2013/14                      | 1. liga                     | 2. úroveň | 4. místo  | Čtvrtfinále (prohra 1:4 na zápasy s SK Horácká Slavia Třebíč)   |                       |
| 2014/15                      | 1. liga                     | 2. úroveň | 14. místo | Ne                                                              | Sestup                |
| 2015/16                      | 2. liga – sk. Západ         | 3. úroveň | 7. místo  | Čtvrtfinále (prohra 1:3 na zápasy s HC Tábor)                   | Změna skupiny         |
| 2016/17                      | 2. liga – sk. Střed         | 3. úroveň | 1. místo  | Semifinále (výhra 3:1 na zápasy s SKLH Žďár nad Sázavou)        | Kvalifikace o 1. ligu |
| 2017/18                      | 2. liga – sk. Střed         | 3. úroveň | 1. místo  | Semifinále (výhra 3:0 na zápasy s HC Moravské Budějovice 2005)  | Kvalifikace o 1. ligu |
| 2018/19                      | 2. liga – sk. Jih           | 3. úroveň | 1. místo  | Semifinále (prohra 0:3 na zápasy s HC Moravské Budějovice 2005) | Změna skupiny         |
| 2019/20                      | 2. liga – sk. Východ        | 3. úroveň | 3. místo  | play-off zrušeno kvůli pandemii covidu-19                       | Reoganizace           |
| 2020/21                      | 2. liga – sk. Jih           | 3. úroveň | neurčeno  | sezóna zrušena kvůli pandemii covidu-19                         | Zrušeno               |
| 2021/22                      | 2. liga – sk. Jih           | 3. úroveň | 4. místo  | Semifinále (prohra 0:4 na zápasy s HC Tábor)                    | Změna skupiny         |
| 2022/23                      | 2. liga – sk. Východ        | 3. úroveň | 5. místo  | Osmifinále (prohra 1:3 na zápasy s AZ Havířov)                  |                       |
| 2023/24                      | 2. liga – sk. Východ        | 3. úroveň | 5. místo  | Čtvrtfinále (prohra 0:3 na zápasy s Hokej Vyškov)               |                       |
| 2024/25                      | 2. liga – sk. Východ        | 3. úroveň | 3. místo  | Čtvrtfinále (prohra 0:3 na zápasy s HC LERAM Orli Znojmo)       |                       |

## Přehled trenérů a kapitánů v jednotlivých sezónách
| Sezóna    | Soutěž               | Kapitán                            | Trenéři                                                               |
| --------- | -------------------- | ---------------------------------- | --------------------------------------------------------------------- |
| 2005/2006 | 2. liga – sk. Střed  | Richard Cachnín                    | Kamil Pokorný a Jiří Čelanský                                         |
| 2006/2007 | 1. liga              | Jaroslav Žák                       | Kamil Pokorný; později Petr Novák a Jiří Čelanský                     |
| 2007/2008 | 1. liga              | Michael Vyhlídal                   | Petr Novák a Luboš Sláma                                              |
| 2008/2009 | 1. liga              | Michael Vyhlídal                   | Petr Novák a Radoslav Svoboda                                         |
| 2009/2010 | 1. liga              | Michael Vyhlídal                   | Petr Novák a Jaroslav Benák                                           |
| 2010/2011 | 1. liga              | Marian Morava                      | Petr Novák a Jaroslav Benák                                           |
| 2011/2012 | 1. liga              | Marian Morava                      | Petr Novák a Jaroslav Benák; později Karel Dvořák a Milan Chalupa     |
| 2012/2013 | 1. liga              | Lukáš Endál                        | Karel Dvořák a Milan Chalupa; později Milan Chalupa a Richard Cachnín |
| 2013/2014 | 1. liga              | Petr Polodna                       | Jiří Mička a Richard Cachnín                                          |
| 2014/2015 | 1. liga              | Roman Maliník                      | Miroslav Barus a Richard Cachnín; později Vladimír Jeřábek            |
| 2015/2016 | 2. liga – sk. Západ  | Miroslav Třetina                   | Aleš Totter a Miroslav Duben                                          |
| 2016/2017 | 2. liga – sk. Střed  | Miroslav Třetina                   | Aleš Totter a Ladislav Fixa; později Roman Kaňkovský a Ladislav Fixa  |
| 2017/2018 | 2. liga – sk. Střed  | Miroslav Třetina                   | Václav Adam a Ladislav Fixa                                           |
| 2018/2019 | 2. liga – sk. Jih    | Miroslav Třetina                   | Jiří Čelanský; později Richard Cachnín                                |
| 2019/2020 | 2. liga – sk. Východ | Miroslav Třetina                   | Richard Cachnín a Pavel Zmrhal                                        |
| 2020/2021 | 2. liga – sk. Jih    | Luboš Voříšek                      | Michal Konečný a Jan Mečiar                                           |
| 2021/2022 | 2. liga – sk. Jih    | Luboš Voříšek; později Petr Kuchta | Michal konečný a Jan Mečiar; později Richard Cachnín a Jan Mečiar     |
| 2022/2023 | 2. liga – sk. Východ | Petr Kuchta                        | Aleš Kraučuk a Radek Haman                                            |
| 2023/2024 | 2. liga – sk. Východ | Lukáš Endál                        | Aleš Kraučuk a Radek Haman                                            |
| 2024/2025 | 2. liga – sk. Východ | Lukáš Endál                        | Petr Novák a Antonín Nečas                                            |

## Galerie

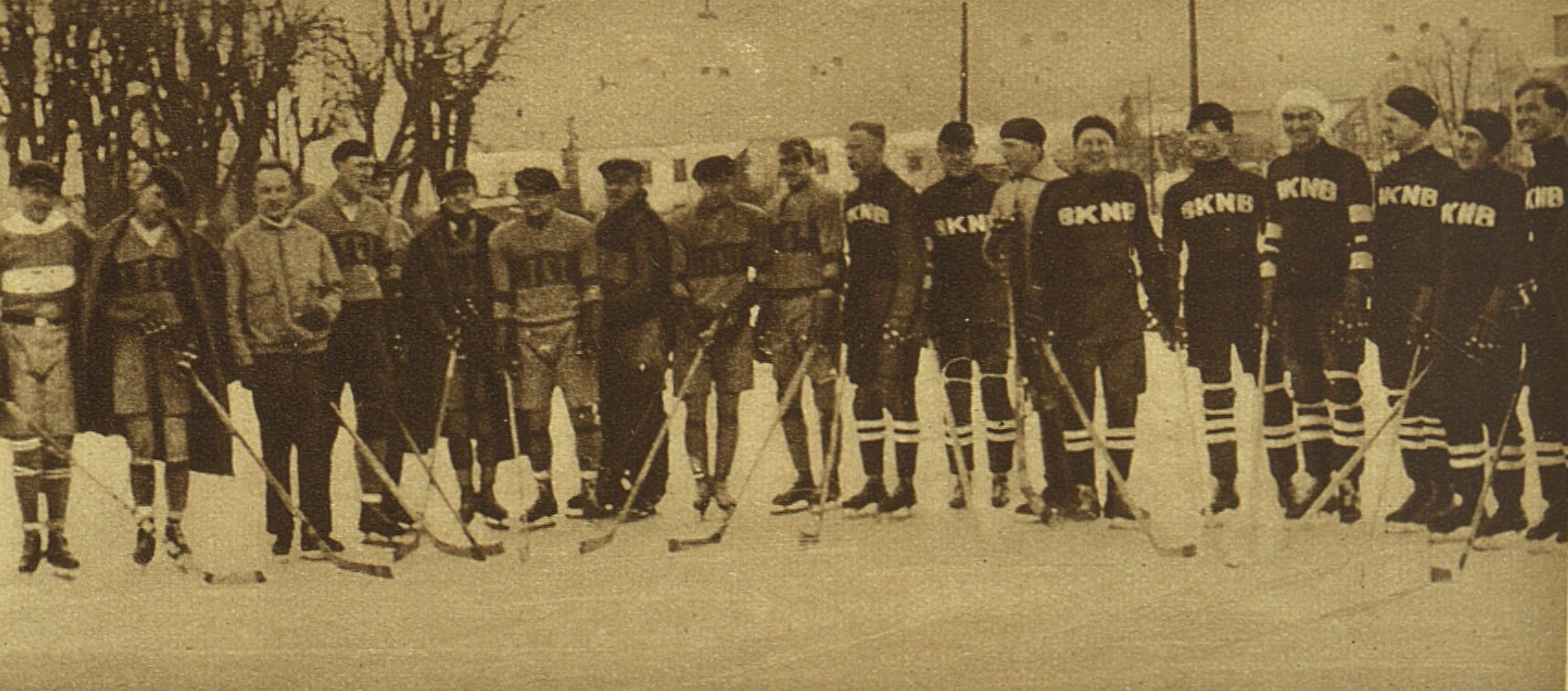
Finále východočeské župy mezi Německým Brodem a LTC Pardubice (leden 1933). Brodští hokejisté stojí vpravo.
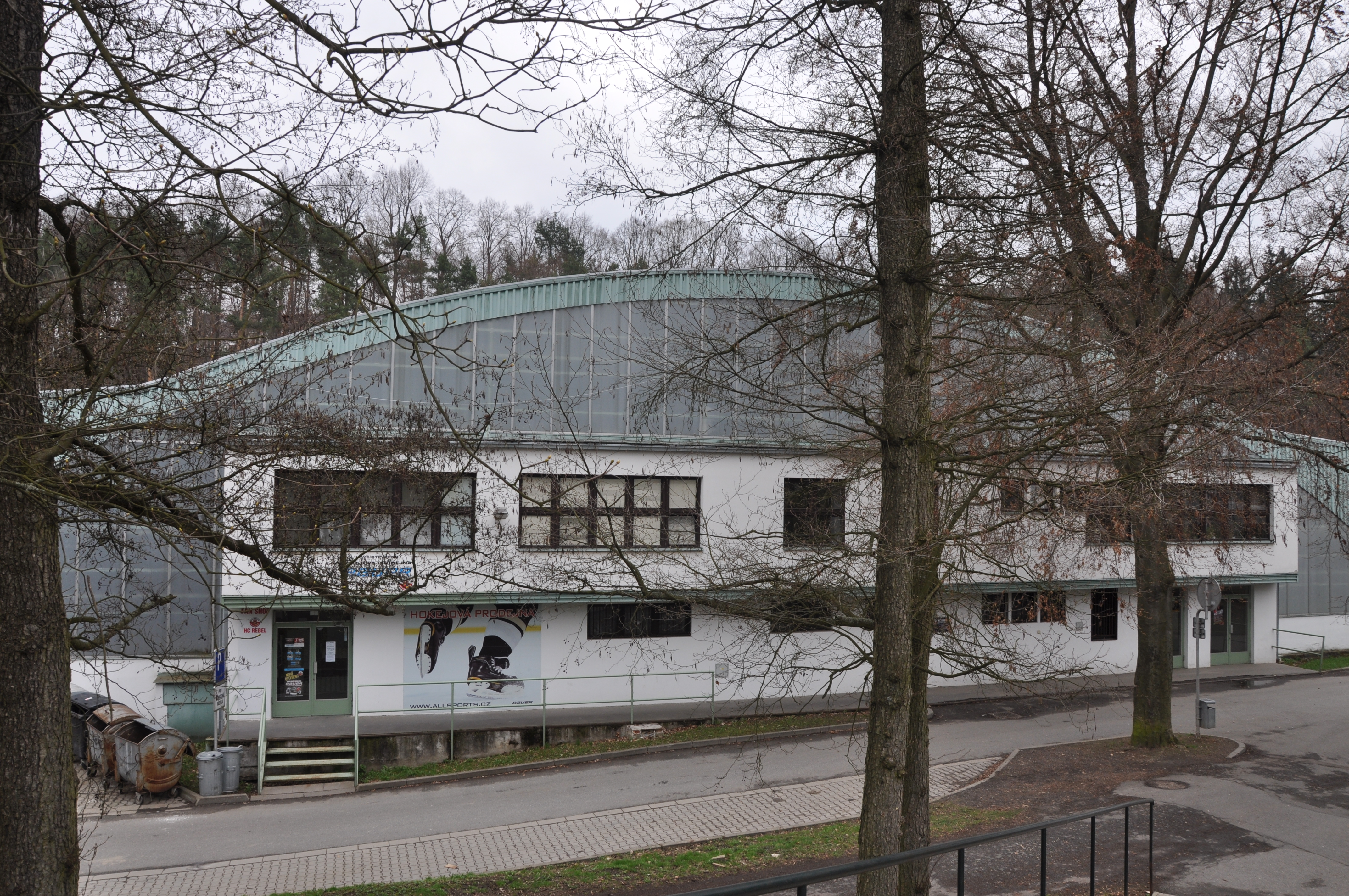
Stadion kotlina (2013)
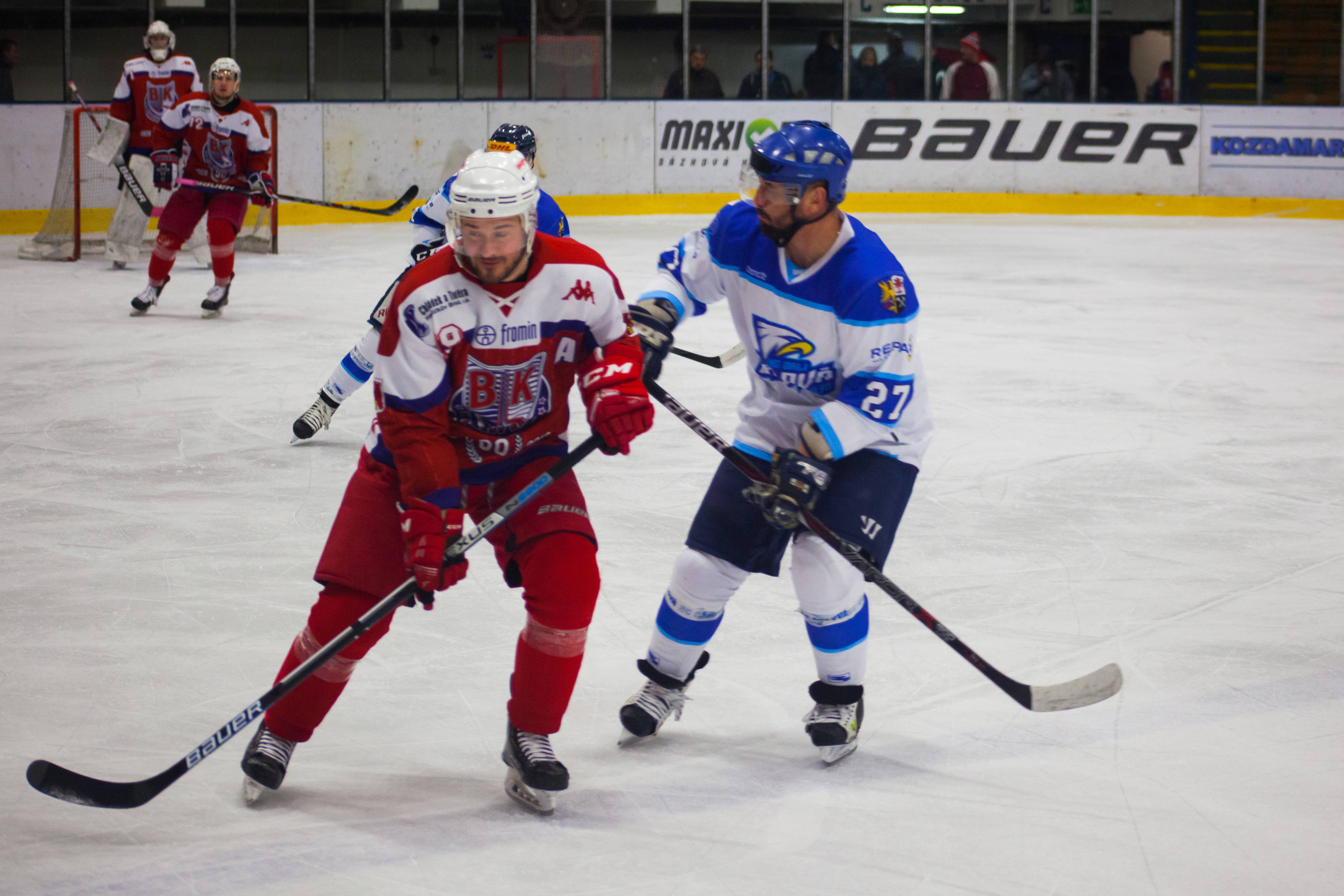
Venkovní zápas BK Havíčkův Brod proti HC Orli Orlová 1930 (2019)
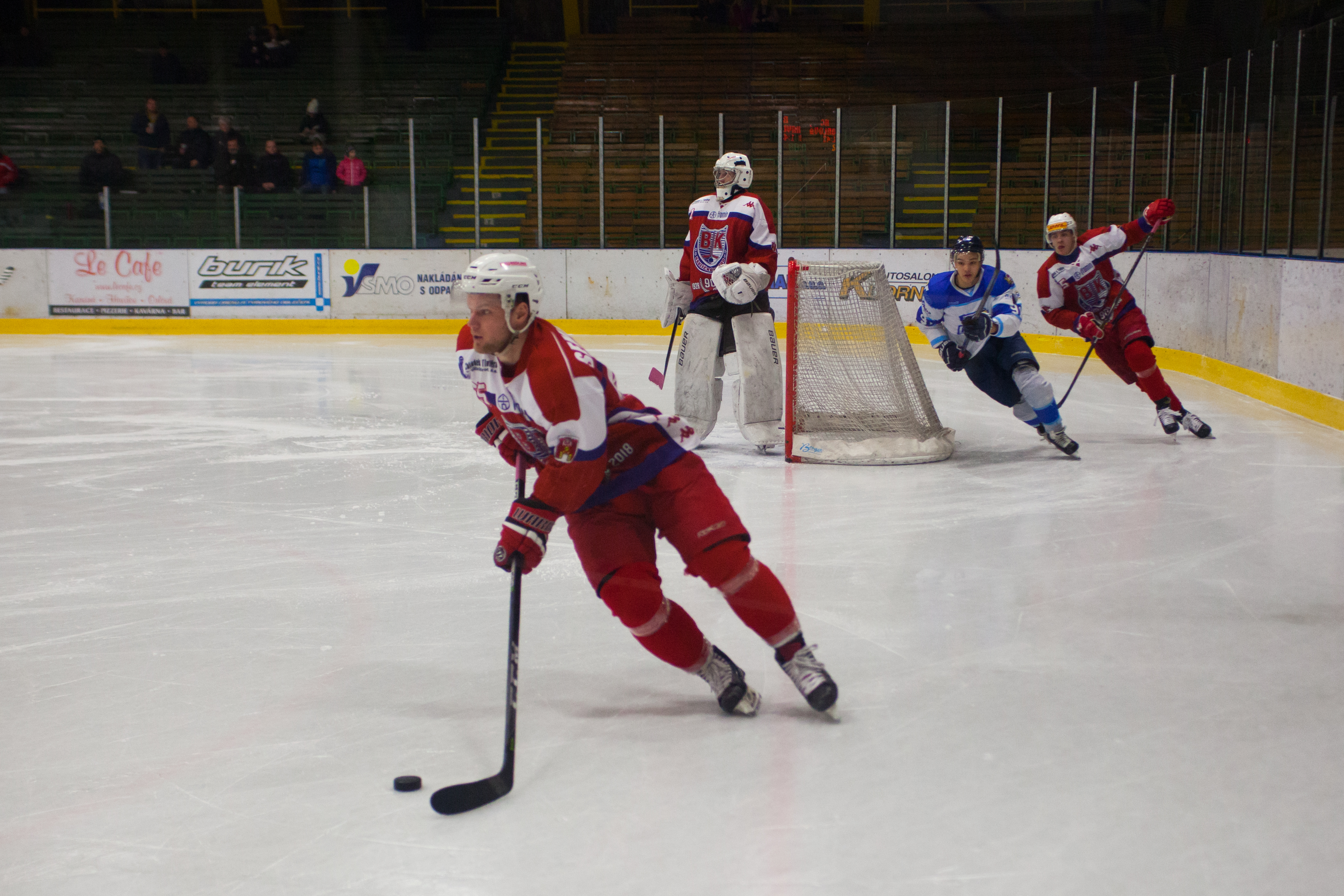
Brankář BK Havlíčkův Brod (2019)
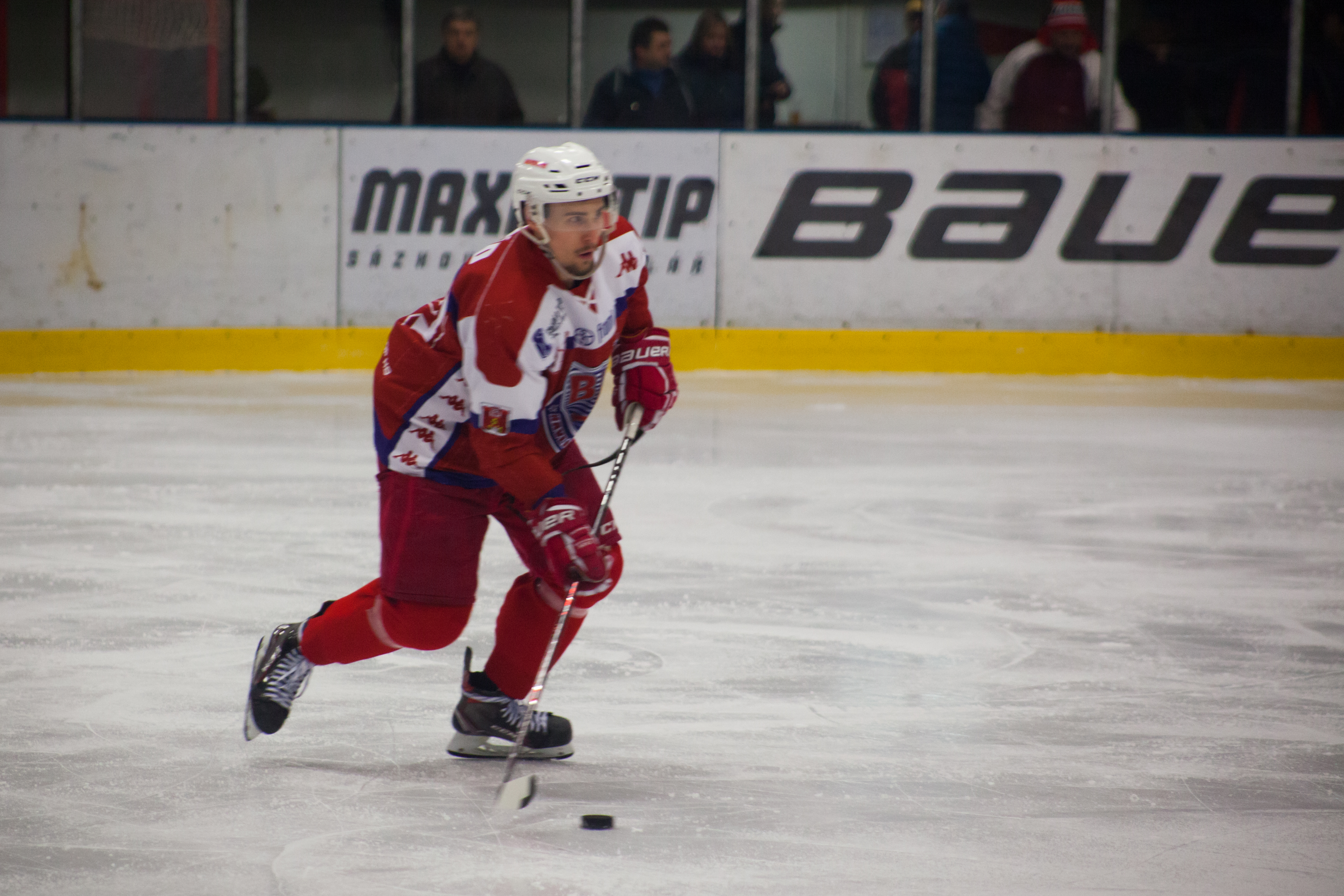
Hráč BK Havlíčkův Brod (2019)
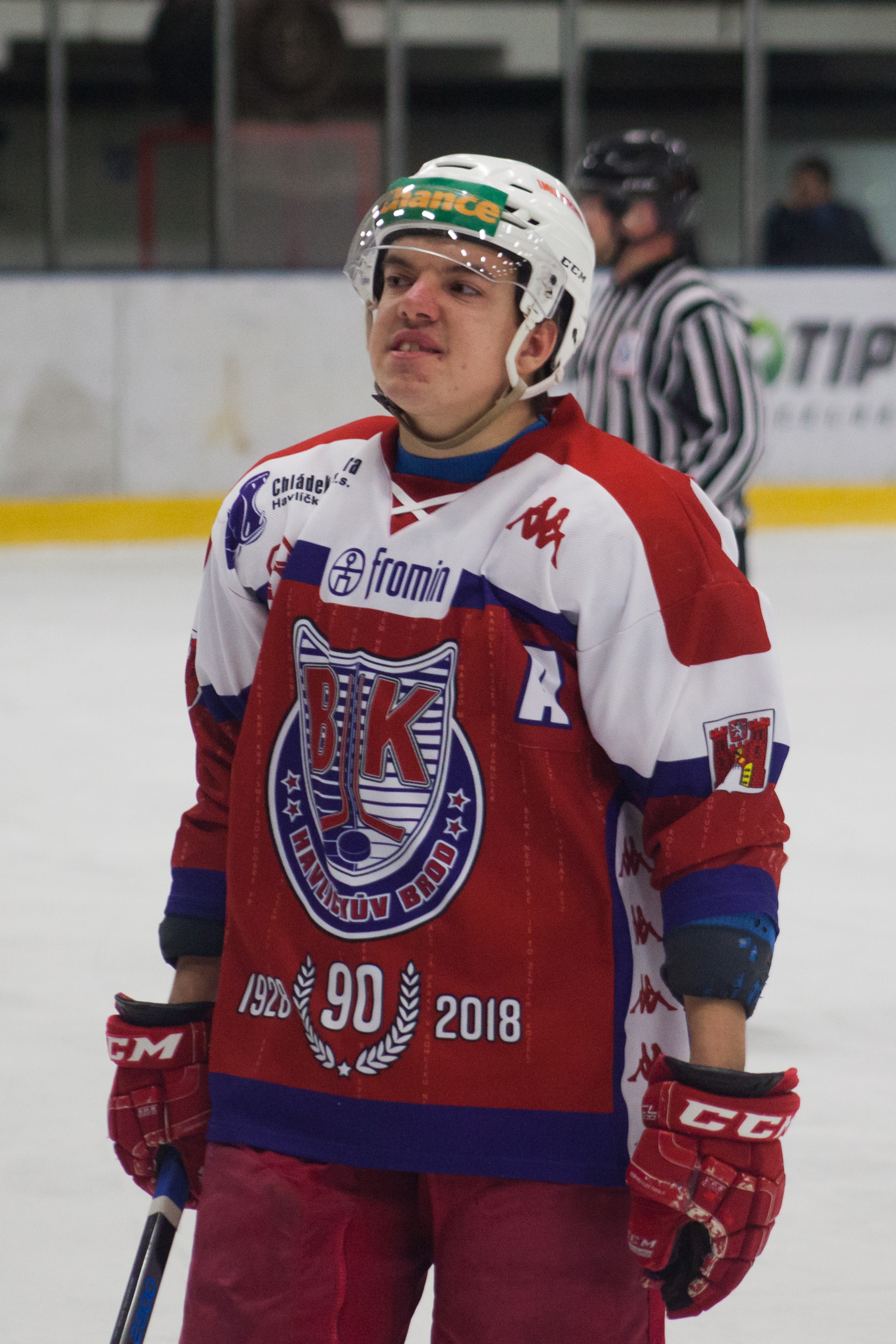
Hráč v dresu BK Havlíčkův Brod (2019)